# Éloa ou la Sœur des anges
 (mai 2019).
Si vous disposez d'ouvrages ou d'articles de référence ou si vous connaissez des sites web de qualité traitant du thème abordé ici, merci de compléter l'article en donnant les références utiles à sa vérifiabilité et en les liant à la section « Notes et références ».
Éloa ou la Sœur des anges, publié en 1824 est un poème épique philosophique en trois parties écrit par Alfred de Vigny. Éloa, une ange innocente tombe éperdument amoureuse d'un étranger, allant contre les lois de Dieu. Il est évident que l'étranger est Lucifer. Il tombe lui aussi amoureux de l'ange mais sa notion de l'amour est chaotique et malsaine ce qui l'empêche d'aimer Éloa en retour. À la fin, alors que l'ange est incapable d'aider Lucifer, il l'emporte en enfer avec lui. Alors qu'elle tombe, Lucifer révèle enfin son nom.